# フォーブズ彗星
フォーブズ彗星(英語: 37P/Forbes)は、1929年8月1日に南アフリカのアレクサンダー・フォーブズが発見した太陽系の周期彗星である。核の直径は1.9km程度と推定されている。